# Vonovia
Vonovia SE je realitní společnost se sídlem v Bochumu, Severní Porýní-Vestfálsko, Německo. Jeho historie začíná společností Deutsche Annington, která se spojila s GAGFAH a následně došlo k přejmenování na Vonovia. Společnost k roku 2019 vlastnila přibližně 400 000 bytů v Německu, Švédsku a Rakousku což z ní činí významného hráče na trhu v těchto zemích. Vonovia je zařazena do indexů DAX 40 a STOXX Europe 600.

## Historie

### Začátky
Na konci 90. let se německá vláda rozhodla v rámci železniční reformy privatizovat domy železničních dělníků. O jejich získání se snažila japonská finanční skupina Nomura Holdings a její dceřiná společnost Deutsche Annington (pojmenovaná po Annington Homes z Velké Británie). Po letech vyjednávání společnost v roce 2000 konečně získala významný podíl. Společnost reagovala na kritiku prodeje rozsáhlými výhradními právy, jako je doživotní právo pobytu a omezení zvyšování nájemného. Kromě toho mohli nájemci koupit svoje byty. V následujících letech Deutsche Annington investovala do dalších menších zásob bytů železničních dělníků, které dříve zůstávaly ve vlastnictví spolkové vlády.

### Akvizice
Deutsche Annington převzala několik menších podniků, například od Allianz a RWE. V roce 2003 společnost E.ON energy group také prodala svůj realitní byznys pod názvem Viterra. Díky akvizici více než 150 000 bytů se Deutsche Annington stala lídrem na německém trhu. Jednalo se o největší transakci svého druhu v historii země která se setkala s kritikou odborů i sdružení na ochranu nájemníků. V průběhu toho byl jako ústřední téma opakovaně uváděn majoritní podíl Terra Firma Capital Partner v Deutsche Annington.
Deutsche Annington dosáhla svých výnosů kombinací pronájmů a prodejů bytů. Pomohlo to při utváření koncepce sociálně odpovědné privatizace do rukou nájemců. Společnost chtěla tímto způsobem získat prostředky na rozšíření svého portfolia na půl milionu a později dokonce na jeden milion bytů. V roce 2007 Deutsche Annington oznámila, že se opět odvrátí od privatizace nájemců. Od té doby se společnost soustředila na menší akvizice, jako byla dceřiná společnost spořitelny Sparkasse s názvem Corpus.

### Vstup na burzu
V roce 2010 zisk Deutsche Annington poprvé překročil hranici 500 milionů EUR. Globální hospodářská a finanční krize však ztížila přístup k levnému dluhovému kapitálu. Refinancování se stalo jedním z hlavních problémů celého realitního průmyslu. Z tohoto důvodu společnost opět začala připravovat IPO (vstup na burzu).  Za tímto účelem společnost najala jako generálního ředitele Rolfa Bucha, bývalého člena představenstva společnosti Bertelsmann. Ten jako charakteristický rys zdůrazňoval především velikost společnosti. Růst klíčových úrokových sazeb utlumil zájem potenciálních investorů, takže IPO muselo být několikrát odloženo. V roce 2013 Deutsche Annington konečně umístila své akcie na frankfurtskou burzu v nižším objemu a se sníženou emisní cenou. O dva roky později se společnost stala prvním zástupcem realitního průmyslu, který byl zařazen do DAX, indexu největších kótovaných akciových společností v Německu.

### Začátky společnosti Vonovia
Média informovala o zájmu Deutsche Annington o GAGFAH již v roce 2003. Na konci roku 2014 pak Deutsche Annington oficiálně nabídla převzetí konkurenta za zhruba 3,9 miliardy EUR a potvrdila tak zájem o vytvoření největšího vlastníka rezidenčních nemovitostí v Evropě. Po schválení akcionáři a antimonopolními úřady byla transakce dokončena před plánovaným termínem v březnu 2015. V roce 2015 výroční valná hromada odhlasovala přejmenování společnosti Deutsche Annington na Vonovia, čímž usilovala o modernizaci image firmy. Správní a statutární sídlo bylo přesunuto do nových kanceláří v Bochumi.

### Evropská expanze
Naproti tomu Vonovia v dalších letech neuspěla se svou nabídkou pro Deutsche Wohnen, ale alespoň zabránila plánovanému sloučení s LEG Immobilien. Společnost poté obrátila pozornost na sousední státy. V roce 2017 bylo dohodnuto strategické partnerství s francouzskou bytovou společností Société Nationale Immobilière (nyní CNC Habitat). Díky akvizici společností Conwert Immobilien a BUWOG se společnost Vonovia v roce 2018 stala přední realitní skupinou v Rakousku. Ve stejném roce společnost překročila prahovou hodnotu 50 % akcií švédské bytové společnosti Victoria Park. Od roku 2019 ji pak vlastní stoprocentně. Vonovia ve Švédsku také rozšířila svoji pozici získáním místního rivala Hembly.

## Společnost
Vonovia je evropská akciová společnost (zkráceně Societas Europaea, SE). Její akcie jsou obchodovány na regulovaném trhu (Prime Standard) frankfurtské burzy. Jsou součástí indexu DAX a jsou uvedeny například v STOXX Europe, MSCI Germany a EPRA . Podle definice Deutsche Börse je více než 90% obchodováno ve volném provozu. Mezi největší akcionáře společnosti Vonovia patří americká fondová společnost BlackRock (7,5%) a norská centrální banka Norges Bank (6,6%). Většina investorů jsou penzijní fondy, státní investiční fondy, mezinárodní správci aktiv a další dlouhodobí investoři. Existují také jednotliví akcionáři.
Společnosti je řízena dualistickým systémem představenstva („Vorstand“) a dozorčí rady („Aufsichtsrat “). V současné době řídí společnost Rolf Buch (předseda a generální ředitel ), Arnd Fittkau, Helene von Roeder a Daniel Riedl. Dozorčí rada společnosti Vonovia má dvanáct členů vedených Jürgenem Fitschenem, bývalým spolupředsedou správní rady Deutsche Bank.

## Portfolio
Podle výroční zprávy za rok 2019 společnost vlastnila 416 236 bytových jednotek, 138 176 garáží a parkovacích míst a také 6 748 komerčních jednotek v celkem 653 městech a obcích v Německu i v dalších zemích. Na základě celkové reálné tržní hodnoty více než 52 miliard EUR se drtivá většina portfolia nacházela v Německu (84%), zbytek ve Švédsku (11%) a Rakousku (5%). Společnost také spravovala 78 691 bytů pro třetí strany.

## Kontroverze
Společnost Vonovia vlastní většinu akcií německé realitní společnosti Deutsche Wohnen. Deutsche Wonen oznámila veřejnou nabídku převzetí dobrovolnou stranou. Fúze společností Deutsche Wohnen a Vonovia by přispěla k již tak kontroverznímu tržnímu podílu ve státech jako je Berlín. V referendu v září 2021 se většina Berlíňanů vyslovila pro vyvlastnění bytových fondů velkých rezidenčních realitních společností. Generální ředitel společnosti Vonovia Rolf Buch reagoval na výsledek referenda slovy: „Vyvlastnění nevyřeší výzvy existující na berlínském trhu s byty. Vzhledem k tak velkým výzvám si Berlín nemůže dovolit na roky zablokovat realitní trh“. K roku 2021 zatím Vonovia a Deutsche Wohnen souhlasily s odprodejem 14 000 bytů státu Berlín.

## Udržitelnost
Firma každoročně hlásí své výsledky ve vztahu k plnění Cílů udržitelného rozvoje OSN. Každý rok se formulují cíle a podává se zpráva o výkonech v oblasti udržitelnosti. Tyto údaje jsou auditovány statutárním auditorem.
V září 2021 společnost Vonovia oznámila plány na solární panely na 30 tisíc střech do roku 2050. V září 2021 bylo solárními panely vybaveno pouze více než 1 000 střech. .